# ローディ県

ローディ県
Provincia di Lodi

ローディ県（ローディけん、イタリア語: Provincia di Lodi）は、イタリア共和国ロンバルディア州に属する県の一つ。県都はローディ。

## 地理

### 位置・広がり
ロンバルディア州の南部に所在する県で、南にエミリア＝ロマーニャ州と境界を接する。県都ローディは、州都ミラノの南東約30km、ピアチェンツァの北北西約33km、ベルガモの南南西約45kmに位置する。

#### 隣接する県
隣接する県は以下の通り。
- ミラノ県 - 北
- クレモナ県 - 東
- ピアチェンツァ県 - 南
- パヴィーア県 - 西

### 主要な都市・集落
2001年の国勢調査に基づく居住地区（Località abitata）別人口統計によれば、人口3000人以上の都市・集落は以下の通り。
- ローディ - 38,911
- コドーニョ - 13,642
- カザルプステルレンゴ - 11,836
- サンタンジェロ・ロディジャーノ - 11,174
- ローディ・ヴェッキオ - 6,774
- ゼーロ・ブオン・ペルシコ - 4,696
- タヴァッツァーノ （タヴァッツァーノ・コン・ヴィッラヴェスコ） - 4,373
- サン・マルティーノ・イン・ストラーダ - 3,187

- ローディ
- コドーニョ
- カザルプステルレンゴ

## 歴史
1992年に61コムーネがミラノ県から分離して成立した。

## 行政区画
ローディ県には2022年1月1日現在、60のコムーネが属する。主要なコムーネ（人口上位10位）は下表の通り。左端の数字はISTATコードを示す。人口は2022年1月1日現在。
| コード | 自治体名                                 | 人口   |
| ------ | ---------------------------------------- | ------ |
| 098031 | ローディ                                 | 44,793 |
| 098019 | コドーニョ                               | 15,486 |
| 098010 | カザルプステルレンゴ                     | 15,329 |
| 098050 | サンタンジェロ・ロディジャーノ           | 13,294 |
| 098032 | ローディ・ヴェッキオ                     | 7,524  |
| 098061 | ゼーロ・ブオン・ペルシコ                 | 7,378  |
| 098056 | タヴァッツァーノ・コン・ヴィッラヴェスコ | 5,893  |
| 098041 | ムラッツァーノ                           | 5,852  |
| 098014 | カスティリオーネ・ダッダ                 | 4,471  |
| 098037 | マッサレンゴ                             | 4,398  |

21世紀に入って以降、以下のコムーネ統廃合 (it:Fusione di comuni italiani) が行われている。
2018年発足
- カステルジェルンド（カマイラーゴ、カヴァクルタが合併）

## 人物

### 著名な出身者
- フランチェスコ・アジェッロ - 20世紀のパイロット、水上機レーサー。カザルプステルレンゴ生まれ。
- イータロ・ガリボルディ - 軍人。ローディ生まれ。